# Roberto Rivelino
Roberto Rivelino (* 1. Januar 1946 in São Paulo) ist ein ehemaliger brasilianischer Fußballspieler.
Der Spielmacher spielte für Corinthians São Paulo und Fluminense Rio de Janeiro. Mit der brasilianischen Nationalmannschaft nahm er an drei Weltmeisterschaften teil und gewann den Titel 1970 in Mexiko.
Noch heute wird er in Brasilien als einer der größten Fußballspieler des Landes verehrt. Pelé setzte den Ausnahmekönner 2004 auf die Liste der 125 besten noch lebenden Fußballer (FIFA 100).

## Jugend
Rivelino kam am Neujahrstag 1946 als Sohn italienischer Einwanderer aus Macchiagodena in der Metropole São Paulo zur Welt, wo er in ärmlichen Verhältnissen aufwuchs. Von klein an spielte er Fußball: zunächst in den Hinterhöfen („Peladas“) seines Viertels und später Hallenfußball (Futsal).
1962 fiel der 16-Jährige den Verantwortlichen des Erstligisten Palmeiras auf, die ihn zu einem Probetraining einluden. Rivelinos gesamte Familie war Anhänger dieses Klubs (der Verein wird traditionell von italienischen Immigranten unterstützt), doch er erhielt keinen Vertrag. Wutentbrannt versuchte er es wenig später beim Stadtrivalen Corinthians, der sein Talent erkannte und ihn verpflichtete. „Corinthians hat mich mit offenen Armen aufgenommen und mir erlaubt, all das zu erreichen, was ich in meinem Leben erreicht habe. Der Klub war mein zweites Zuhause“, so Rivelino später.

## Vereinskarriere
1965 rückte Rivelino im Alter von 19 Jahren in den Kader der Profimannschaft auf. Schnell zählte er zu den Leistungsträgern der Mannschaft und galt als einer der hoffnungsvollsten Spieler des Landes. Rivelino war ein klassischer Spielmacher, der durch großartige Ballbehandlung, Technik und Distanzschüsse überzeugte. Zu seinem Markenzeichen wurden der dunkle Schnauzbart und knallhart getretene Freistöße. Schnell war er Liebling der Fans, die ihm den Spitznamen O Reizinho do Parque (Kleiner König des Parks) gaben.
Doch Titel und Erfolge ließen auf sich warten. Während Rivelinos Zeit bei Corinthians durchlebte der Klub eine 23-jährige Durststrecke ohne Titelgewinn. Einen Titel konnte man doch gewinnen: das Turnier Rio-Sao Paulo 1966, das aufgrund gravierender Terminprobleme an die vier Halbfinalisten Corinthians, Botafogo FR, FC Santos und CR Vasco da Gama ging.
1974 verlor Corinthians das Meisterschaftsendspiel von São Paulo ausgerechnet gegen Palmeiras mit 0:1. Rivelino wurde von den Anhängern fortan als Sündenbock für das wiederholte Scheitern der Mannschaft hingestellt. „Das war der traurigste Moment in meinem Leben“, erklärte er später und beschloss den Verein, als sich Bewunderung in Ablehnung verwandelte, nach neun Jahren zu verlassen.
Der elegante Linksfuß wechselte zu Fluminense nach Rio de Janeiro. Bei „Flu“ wurde schnell deutlich, dass man mit ihm einen guten Fang gemacht hatte. 1975 und 1976 gewann er mit Fluminense die Meisterschaft des Bundesstaates Rio. Hier spielte er unter Trainer Mário Travaglini, der ihn einst bei Palmeiras verschmäht hatte.
Nach der WM 1978 kehrte der inzwischen 32-Jährige Brasilien den Rücken. Er unterschrieb einen gut dotierten Vertrag bei Al-Hilal in Saudi-Arabien und ließ seine Karriere dort ausklingen. 1981 beendete er seine aktive Laufbahn.

## Karriere in der Nationalmannschaft
1965 spielte Rivelino erstmals für die Seleção, doch es sollte drei Jahre dauern, ehe er sich einen Stammplatz in der Mannschaft erarbeitete. Obwohl Rivelino heute als einer der am meisten bewunderten Spieler in Brasilien gilt, musste er hart um einen Platz in der Nationalmannschaft kämpfen, da es für die Spielmacher-Position viele Kandidaten gab. Erst als Mário Zagallo Nationaltrainer wurde, stiegen Rivelinos Einsatzzeiten. Zagallo wollte eine Mannschaft formen, in der alle Ballzauberer des Landes vereint waren. Rivelino wurde fortan im linken Mittelfeld eingesetzt.
1970 gehörte Rivelino zu Brasiliens WM-Kader. Er war Teil der überragenden Offensivreihe um Pelé, Tostão, Jairzinho und Gérson, die sich nahezu blind verstanden und die Positionen unentwegt tauschten. Beim Turnier in Mexiko wurde Brasiliens Spielweise zum Sinnbild des effizienten und schönen Fußballs. Die Mannschaft spielte den besten und offensivsten Fußball und drang bis ins Finale vor, in dem Italien mit 4:1 deutlich besiegt wurde. Rivelino spielte ein gutes Turnier und traf dreimal (gegen die Tschechoslowakei, Peru und im Halbfinale gegen Uruguay). Dieser WM-Titel ist Rivelinos wichtigster sportlicher Erfolg.
Nach Pelés Rücktritt aus der Nationalmannschaft 1970 übernahm Rivelino dessen Trikotnummer 10. Brasilien veranstaltete 1972 die Taça Independência, ein internationales Turnier, an dem Rivelino teilnahm und welches Brasilien gewann. Brasilien fuhr als Titelverteidiger zur WM 1974 in die Bundesrepublik Deutschland; an Rivelino wurden große Hoffnungen geknüpft. Obwohl er der beste Spieler seiner Mannschaft war (drei Tore), blieb diese weit hinter den Erwartungen zurück und landete am Ende lediglich auf Platz vier.
Die WM 1978 in Argentinien sollte Rivelinos großer Karriere-Abschluss werden. Als Kapitän führte er Brasilien ins Turnier. Doch nach Streitigkeiten mit Trainer Cláudio Coutinho wurde er in dieser Funktion von Leão abgelöst und kam in den weiteren Vorrunden- und den ersten Zwischenrundenspielen nicht mehr zum Einsatz. Erst im letzten Zwischenrundenspiel gegen Polen und im Spiel um Platz drei gegen Italien wurde er wieder eingewechselt. Mit dem dritten Platz endete seine Länderspielkarriere nach 92 Partien.
Beim Pelé-Cup der Seniorenmannschaften (Ü34) wurde er 1989 als Bester Spieler und Torschützenkönig ausgezeichnet.

## Erfolge
Nationalmannschaft
- Weltmeisterschaft: 1970
- Taça Independência 1972
- WM-Dritter: 1978
- WM-Vierter: 1974

Corinthians
- Torneio Rio-São Paulo: 1966

Fluminense
- Staatsmeisterschaft von Rio de Janeiro: 1975, 1976

Al-Hilal
- Saudi Professional League: 1979
- King Cup: 1981

## Nach dem Karriereende
Nach seiner aktiven Laufbahn eröffnete Rivelino zwei Fußballschulen für Kinder und Jugendliche in São Paulo. Er spielte in der Nationalmannschaft der altgedienten Fußballer und arbeitete als Trainer in Japan für Shimizu S-Pulse.
Heute arbeitet Rivelino als anerkannter Fernsehkommentator im Bereich Fußball und lehrt in seinen Fußballschulen.

## Wissenswertes
- Rivelino galt lange Zeit als Erfinder des Elástico – jener Täuschung, bei der der Spieler den Ball mit dem Fuß erst zur Seite schiebt, um ihn dann blitzschnell wieder in die entgegengesetzte Richtung zu hebeln –, betonte aber immer wieder, dass er diesen Trick bei Sérgio Echigo abgeschaut habe, einem Spieler mit japanischen Wurzeln.

- Sein Treffer gegen die Tschechoslowakei bei der WM 1970 brachte ihm den Spitznamen Patada Atómica (Atom-Schuss) ein. Sein Tor per Freistoß war so hart geschossen, dass die Zuschauer dem Schuss „Atomkräfte“ zuschrieben.

- Ein Londoner Amateurverein gab sich den Namen des südamerikanischen Fußballers und trägt wie die Nationalmannschaft Brasiliens gelbe Trikots mit blauen Hosen.